# Spalona wieś (obraz Alberta Edelfelta)

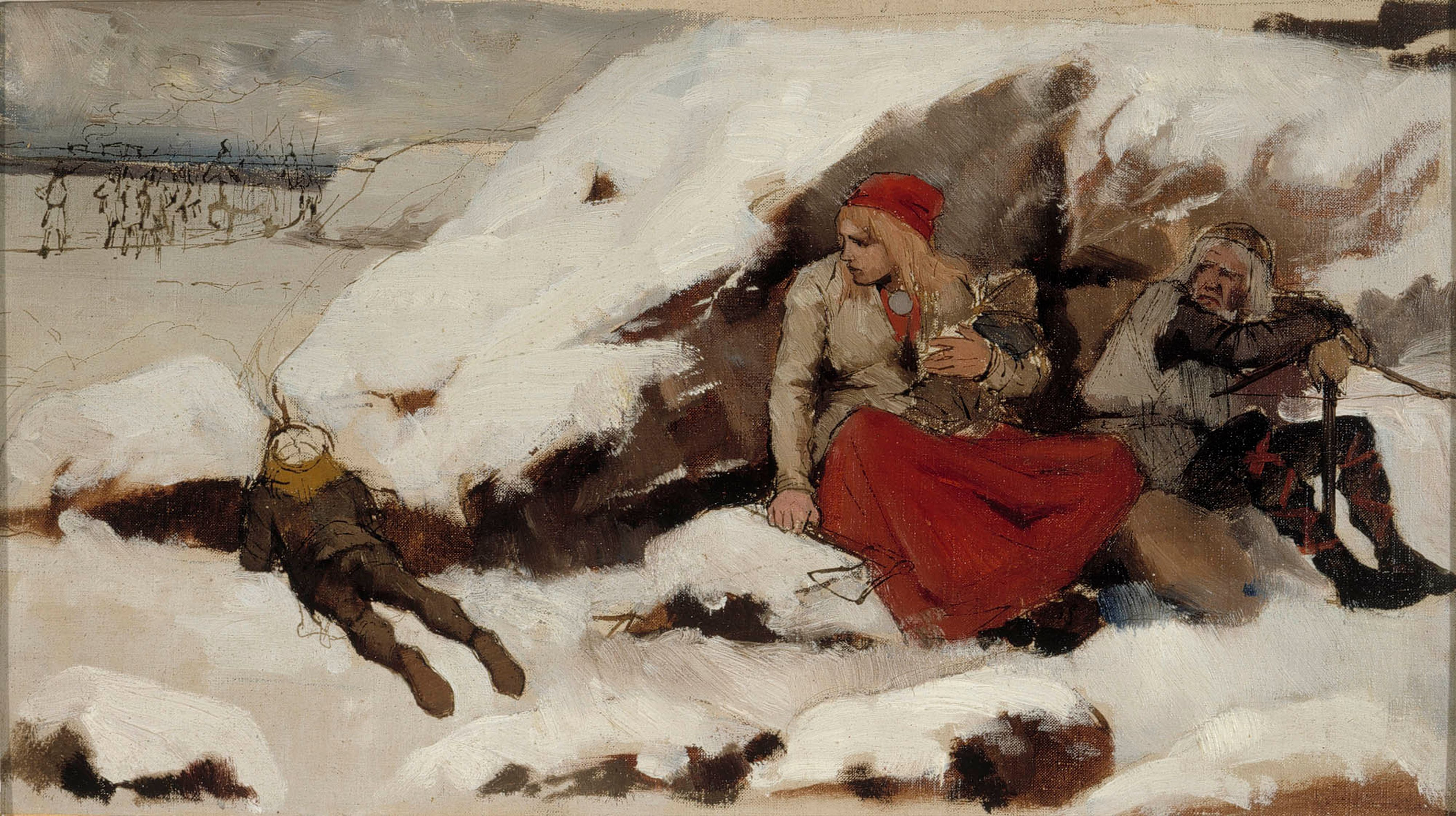
Szkic obrazu autorstwa Edelfelta

Spalona wieś (fiń. Poltettu kylä) – obraz olejny namalowany przez fińskiego malarza Alberta Edelfelta w 1879 roku, znajdujący się w zbiorach Cygnaeuksen galleria w Helsinkach.

## Opis
Obraz przedstawia scenę z okresu fińskiego powstania chłopskiego (1596–1597). Na pierwszym planie znajdują się trzy postacie: młoda kobieta, na wpół ślepy starzec i małe dziecko, chowające się za skałą, gdy na horyzoncie dymią zabudowania wsi podpalonej przez grupę żołnierzy, którzy pieszo i na koniach opuszczają to miejsce. Rodzina która przed nimi uciekła ze swoim dobytkiem załadowanym na saniach, do obrony ma jedynie topór i kuszę. Dookoła jest płaski krajobraz pokryty śniegiem.
Spalona wieś jest ucieleśnieniem wysiłków Edelfelta, by przedstawić wzruszające tematy za pomocą realistycznych obrazów historycznych, a nie tylko spektakularnych kostiumów i rekwizytów. Na obrazie faktyczne spalenie wsi jest ledwo widoczne na dalszym planie, a uwagę widza przykuwa strach ludzi na pierwszym planie. W szkicu do obrazu Edelfelta postać kobieca ściskała rękojeść topora, wyglądając agresywnie, ale w finalnej pracy również i ten szczegół pominął. Wzorem kompozycji spalonej wsi mógł być obraz przedstawiający wycofujących się z Rosji żołnierzy Wielkiej Armii cesarza Napoleona w 1812 roku, którego autorem był francuski artysta Joseph Fernand Boissard de Boisdenier. Twarz starca na obrazie wzorowana jest na szkicu chłopa karelskiego wykonanym przez Edelfelta podczas jego podróży do wschodniej Finlandii w 1877 roku. 

## Historia
Obraz Alberta Edelfelta przedstawiający księcia Karola zniesławiającego ciało Klausa Fleminga, namalowany dwa lata wcześniej, również osadzony był w tej samej epoce, ale przedstawiał jedynie wzajemne spotkanie rządzących. Pod koniec 1878 roku Edelfelt zaczął planować namalowanie innego rodzaju obrazu historycznego następnej zimy w Paryżu, który mógłby wystawić na Salonie. Tematem mieli być uciekający chłopi z czasów powstania i tym razem kompozycja miała skupiać się szczególnie na bezbronnych ofiarach wojny. Edelfeltowi szczególnie zależało na namalowaniu pokrytego śniegiem pejzażu, który z francuskiego punktu widzenia jako temat egzotyczny mógłby zrobić wrażenie w Paryżu. Edelfelt namalował obraz w całości w swoim paryskim atelier, ponieważ zimą trudno było malować na zewnątrz. Jednak nie był zadowolony z realizacji śniegu na ostatecznym obrazie i później żałował, że nie namalował obrazu w Finlandii. W Paryżu mógł skorzystać jedynie z kilku opracowań dotyczących śnieżnego krajobrazu, które wykonał naprędce w Finlandii i według niego efektowi końcowemu brakowało „poczucia rzeczywistości”.
Obraz został dobrze przyjęty na paryskim Salonie, jednak sam Edelfelt uznał go za na tyle nieudany, że uznał za konieczne całkowitą zmianę metod pracy i w przyszłości zwracanie większej uwagi na naturalność w projektowaniu swoich dzieł, co oznaczało malowanie na świeżym powietrzu. Od tego czasu nie malował już dzieł związanych z historią Finlandii dla Salonu. W Finlandii Spalona wieś była krytykowana, ponieważ członkowie rodziny chłopskiej wyglądali zbyt niechlujnie, przez co praca nie była estetyczna.